# リヴォニア人
リヴォニア人は、フィン・ウゴル系一派の民族。リーヴ人、リボニア人ともいう。
リヴォニア人（リヴォニア語：līvlizt、ラトビア語：līvi, lībieši、英：Livonians）は、歴史的に現在のラトビアのクルゼメ北部やヴィドゼメ西部、エストニア南西部に定住していた西地中海系フィン・ウゴル人である。リヴォニア人とは、リヴォニア語を母語とする者、リヴォニア語を母語とする祖先の子孫、リヴォニア人としてのアイデンティティを持つ者や歴史的資料の中でリヴォニア人として言及されている者を指す。
2011年のラトビアの国勢調査では250人、2011年のエストニアの国勢調査では23人がリヴォニア人であると自認している。最後のリヴォニア語母語話者であるGrizelda Kristiņaは2013年にカナダで死去した。

## 概要
紀元前1世紀頃に、原住地のウラル山脈（ウラル地方）より西のロシア中央部・北部にあるサンクトペテルブルク付近のイングリア（Ingria, インゲルマンラント）から移動して来たフィン・ウゴル人の一派である。
その一部が、バルト地方に残り、リヴォニア人ないし、エストニア人になったと考えられ、同時期に北上した部族は、後にフィンランドを形作る数部族を形成したとされる。バルト地域の南部に移住した部族は、リヴォニア人と後年呼ばれ、その民族が居住する地域がリヴォニアとなった。リヴォニア語を話す。古代にはクルゼメとリヴォニア一帯に広がっていた。中世西欧のドイツ騎士団によって、武力を伴った改宗行為のため、リヴォニア人は減少の一途を辿って行った。12世紀から13世紀、カトリック勢力（北方十字軍等）進出期のリーヴ人指導者にアコとアンノがいる。
リヴォニアはその後、バルト人（バルト語族）が大勢を占めるようになり、リーヴ人は激減した。絶滅したものと思われていたが、リヴォニア語を話す人々がリーヴ人の末裔と考えられている。現在、リヴォニア人はラトビアのクルゼメ半島とエストニアにごく少数が残るのみとなっている。
リヴォニア人の民族旗は、船乗りから見た海岸の景色、すなわち、緑の森、白い砂浜、青い海を表している。また、リヴォニア民族の国歌に相当するMin izāmōという歌も存在し、曲はフィンランドやエストニアの国歌と同じ旋律である。作詞はリヴォニア人の文化活動家及び教育者であるコールリ・スタルテが手掛けた。

## 遺伝的特徴
形質的特徴に基づく歴史的人種分類では、金髪碧眼であるスカンジナビア人種の容貌を持ったコーカソイドであるが、北アジアのモンゴロイド系のY染色体ハプログループNも低頻度に見られる（紀元前の中国東北部にある遼河文明人からも発見される）。

## 民族起源
リヴォニアという名前には、現在明確な語源は見いだされていない。また、リヴォニア人が自分たちの名前をリヴォニアと呼んでいたのか、それとも他民族から呼ばれていたのかも不明である。リヴォニアンという名前の由来は、西地中海フィン・ウゴル祖語の「砂」であるとする説が最も一般的で、様々な地域で「砂、砂浜」または「水中の泥、塵、泥」を意味しており、あるいはラトビア方言のlīvis「湿地」に由来するとされる。これらの言葉の意味は、リヴォニア人の川岸にある集落を特徴づけて呼んでいたものの可能性がある。
リヴォニア人がもともと自分たちのことを何と呼んでいたのか、また民族全体の自称があったのかどうかはわかっていない。18世紀以降に記録された最古の民族名は、リヴォニア語の語幹であるlīb、līb raust（人々）、līvõd、līvlizt「リヴス」から来ており、ドイツ語、ラトヴィア語、エストニア語から取られた外国語由来のものである。

## 歴史
考古学的証拠に基づくと、文献等でリヴォニア人が居住していたとされる地域の住民と文化は、異なる起源を持つと考えられている。ヘンリーの『リヴォニア年代記』で言及されているメツェポレ地域のリヴォニア人は、おそらくヴィドゼメ北西部に長く居住していた西ゲルマン人の末裔と考えられ、その物質文化はサカラ地域やラトガル化以前のヴィドゼメ北部の西ゲルマン人と類似している。ヴァイナ川とコイヴァ川の下流域では、かつてのセムガレ人の墓地が、それぞれ10世紀後半と11世紀以降にリヴォニア人に関連した墓地や墓に取って代わられた。 その文化の急激な変化と前後して、爆発的な人口増加が起こった。ラトビアの歴史家の間では、ヴァイナとコイヴァの地域の遺跡は、クルゼメ地域から来たリヴォニア人によって築かれたものとしている。これは、ヴァイナのリヴォニア人とクールラントの初期住民の文化にスカンジナビア起源（考古学的証拠に加え、ヘンリーのリヴォニア年代記に記録されている多くのリヴォニア人の名前のスカンジナビア起源も想定されている）が顕著であることを根拠としている。
また、リヴォニア人女性に特徴的な宝飾品の種類の分布と発展について分析した研究では、移住者はむしろクールラントの旧スカンジナビア系入植者の子孫であり、その物質文化は西バルトやバルトの近隣諸国から強い影響を受けたものの、バルトからも強い影響を受けたと結論づけた。つまり、男性の遺伝子に関してはフィンランドやエストニア地方からの影響が強く、女性の遺伝子に関しては、スウェーデンやスカンジナビアの影響を強く受けていることがうかがえる。
10世紀から11世紀にかけて、バルト海の北岸あるいは北東岸からの新たな大規模な移住があり、その結果、ダウガヴァ川、後にはコイ川の下流域で西地中海の要素が支配的になり、11世紀半ばには、その土地のセムガル、ラトガル、シエル、スカンジナビアの文化と融合して、リヴォニアの民族と文化が形成されっていった。